# 哈达图淖尔
哈达图淖尔，又称哈达图诺尔或柴达木，是位于中国内蒙古自治区锡林郭勒盟阿巴嘎旗青格勒宝拉格苏木北部的一个湖泊。其位置约为东经114°7′,北纬44°56′。湖面海拔1360米，面积约1.6平方公里，是咸水湖。哈达图淖尔来自蒙古语，是岩石湖的意思，得名于附近名为哈达特音希热的丘陵。